# Звонарёв, Виктор Петрович
Виктор Петрович Звонарёв (15 ноября 1919, Екатеринбург — 1 сентября 2005, Новосибирск) — советский футболист, игрок в хоккей с шайбой и с мячом. Тренер. Футбольный и хоккейный судья.

## Биография
Родился в Свердловске. Играл за сборную города в баскетбол, хоккей с мячом. В юношеском возрасте выступал за команду «Уралмаш» в областных соревнованиях. Окончил машиностроительный техникум при заводе «Уралмаш», несколько месяцев работал на заводе, затем был призван в армию с 24 октября 1940 года в 545-й корпусной артиллерийский полк, формировавшийся в Свердловске.
Во время Великой Отечественной войны воевал на Первом Прибалтийском и Западном фронтах в составе 545-го пушечно-артиллерийского полка, был наводчиком, разведчиком-топографистом. Участвовал в боях под Витебском и Смоленском. Старший лейтенант.
Награжден орденом Красной Звезды, 14 медалями (в том числе «За отвагу»), несколькими нагрудными знаками.
Весной 1944 года поступил в Томское артиллерийское училище на курсы молодых командиров. Осенью прибыл на службу в Новосибирск, где становился чемпионом города по настольному теннису и по бадминтону, чемпионом СибВО по боксу.
За новосибирскую команду ОДО играл на Кубок СССР по хоккею с мячом. Обладатель и финалист Кубка РСФСР. Чемпион РСФСР по футболу (1948), обладатель Кубка РСФСР (1951). Чемпион Вооруженных сил СССР.
В 1954 году окончил институт физкультуры имени Лесгафта. Работал в Доме офицеров В конце 1956 года возглавил хоккейное «Динамо» Новосибирск.
В начале 1960-х работал на кафедре физвоспитания в НИИЖТе, тренировал футбольную команду института, судил матчи чемпионата СССР по хоккею.
Был старшим тренером «Сибири» в 1963-66 и в 1973-74 годах. С 1966 года работал в хоккейной школе.
Под руководством Звонарева юношеские и молодежные команды дважды становились серебряными призерами первенств СССР, один раз завоевали бронзовые медали.
Среди воспитанников Звонарева семь чемпионов Европы среди юниоров: Юрий Самохвалов, Георгий Углов, Алексей Гутов, Виктор Дорощенко, Олег Смирнов, Сергей Яковлев, Александр Кисляков; чемпион мира в составе юниорской сборной Борис Барабанов.
В конце 1970 года Звонареву было присвоено звание «Заслуженный тренер РСФСР».
Внуки братья-близнецы Антон и Максим Молины (род. 1977) играли в хоккей в низших лигах России.
Скончался в 2005 году. Похоронен на Заельцовском кладбище.
После смерти Звонарёва в Новосибирске стали проводиться легкоатлетическая эстафета и юношеский хоккейный турнир, посвящённые его памяти. Имя Звонарёва носит одна из улиц Дзержинского района Новосибирска.